# Phyllonorycter eratantha
Phyllonorycter eratantha là một loài bướm đêm thuộc họ Gracillariidae. Loài này sinh sống ở Ấn Độ (Punjab).